# ビスマルク塔

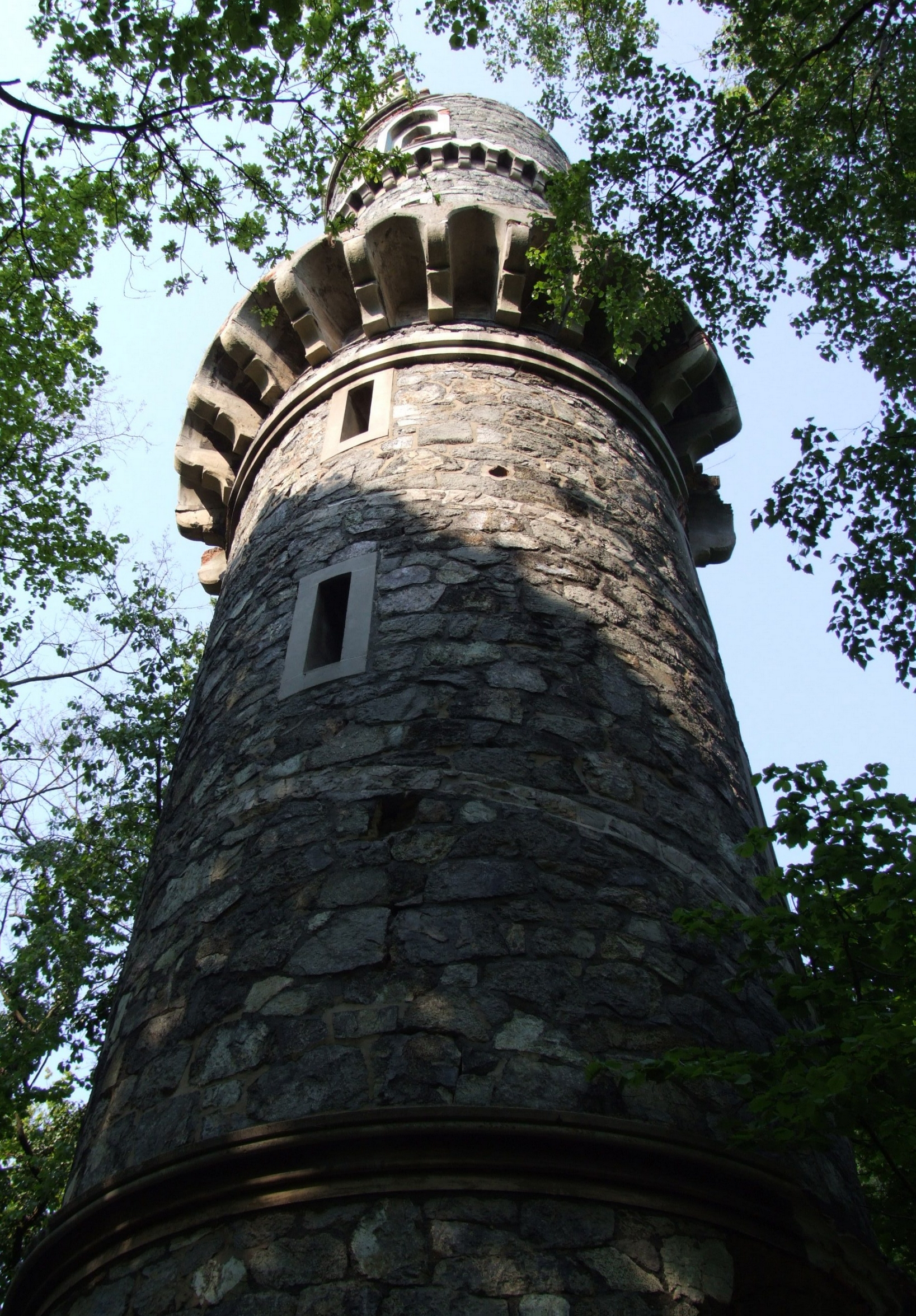
1869年に建てられた最初のビスマルク塔。現 ポーランド領内ヤヌベクにある。

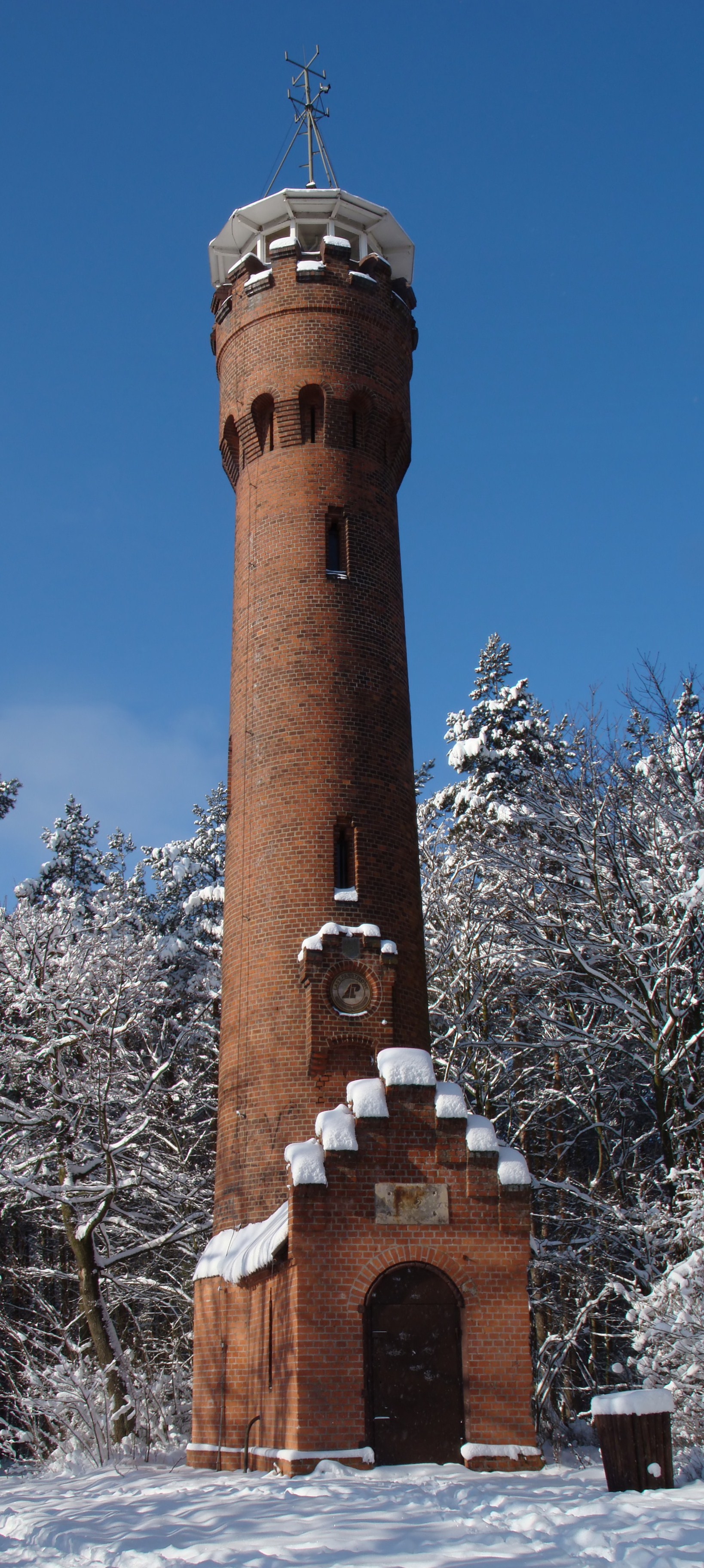
ジェロナ・グラ（現 ポーランド領）のビスマルク塔

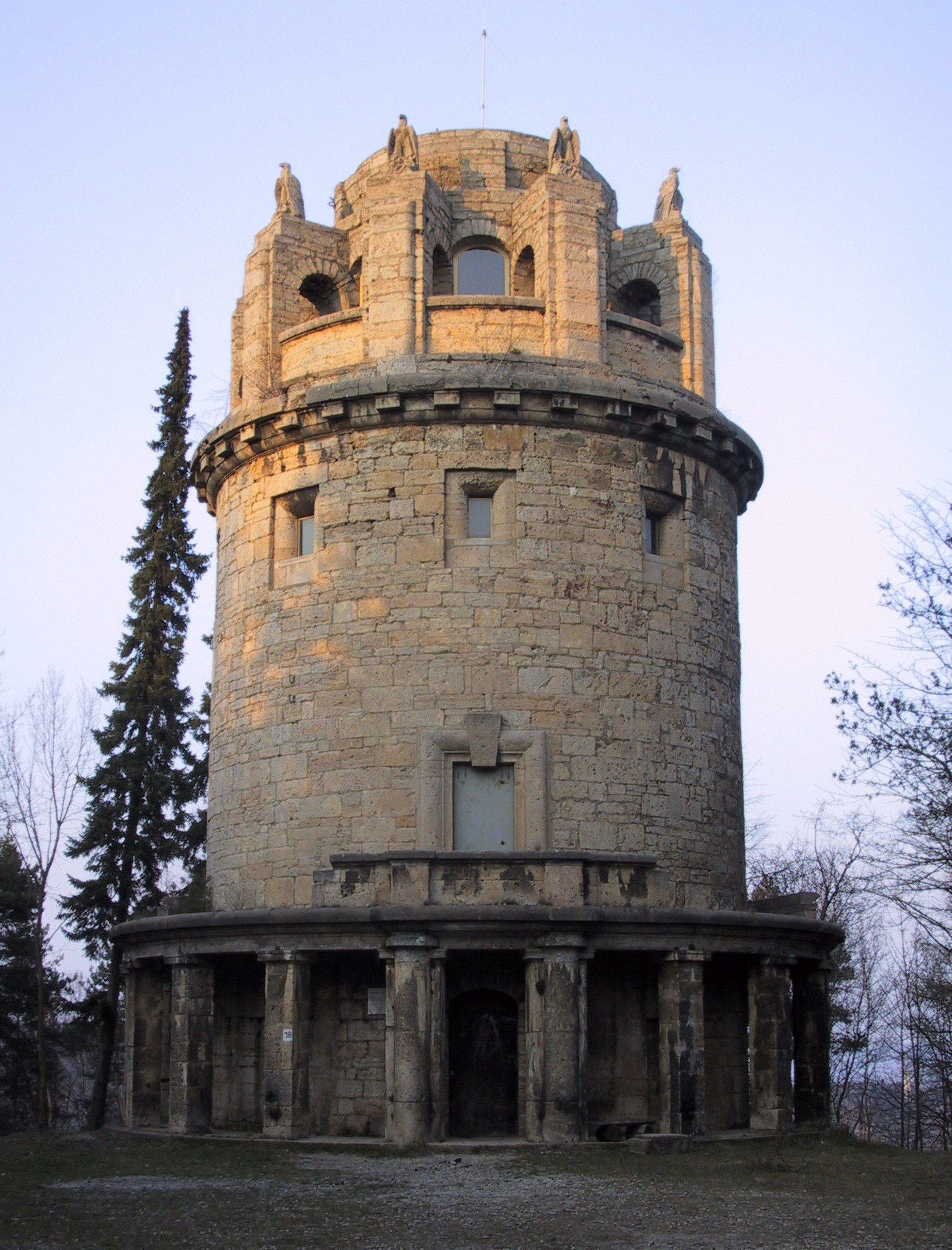
1909年に建てられたイェーナのビスマルク塔

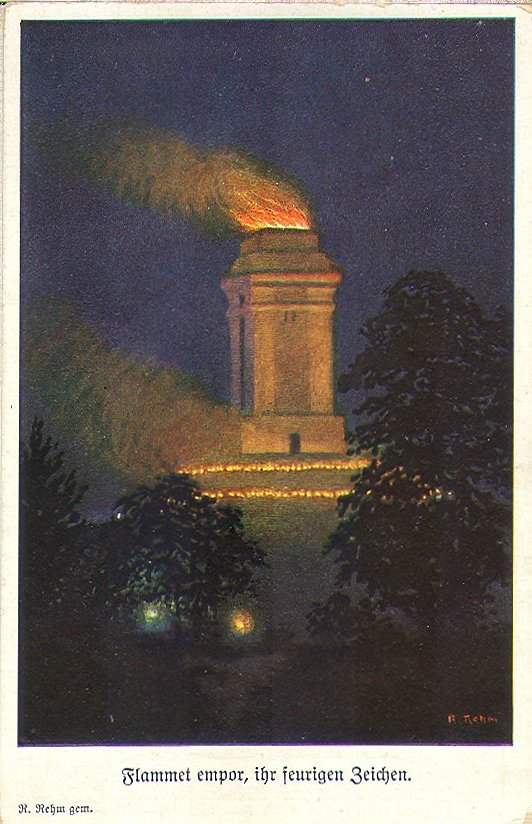
『神々の黄昏』の塔のイメージ

ビスマルク塔（ビスマルクとう、ドイツ語: Bismarckturm）は、かつてドイツ全土に建てられた、初代首相オットー・フォン・ビスマルクを称える塔である。
これらの塔は1869年から1934年の間に建てられたもので、現在は173基が残っている。これらの塔の多くは、ヴィルヘルム・クライスの『神々の黄昏』型のデザインによる47基を含め、元はビスマルク柱(Bismarcksäulen)として建てられたか、あるいはそれに改造されたものである。この塔は、1899年に開催された学生組合のコンペで、できるだけ多くの標識塔（展望塔ではなく）の建設を奨励したことにさかのぼる。しかし、他のビスマルクの塔、例えば展望機能を持たない純粋な標識塔であるものは、しばしばビスマルク柱と呼ばれていた。
2007年にKlossとSeeleが234基の塔を新たに発見し、それ以降の発見を併せて合計で約240基の塔を発見している。

## 歴史
世界初のビスマルク塔は、現在のポーランドに建っている。1869年、当時プロイセンの一部だったシレジアのオーバーヨンスドルフ村（現 ポーランド・ドルヌィ・シロンスク県ヤヌベク）に個人の主導で建てられた。海抜253メートルの丘の上に建っており、塔自体の高さは23メートルである。近くのヴェートリッシュの裕福な地主であるプロイセンの退役将校フリードリッヒ・シュレーター（Friedrich Schröter、1820-1888）が費用を負担した。
ビスマルクの死から1年後の1899年の建築コンペで、建築家ヴィルヘルム・クライスが提出したデザインの1つをドイツの学生組合が選んだ。選ばれたデザインは、『神々の黄昏』の火の柱をモチーフとした花崗岩や砂岩による塔であり、全てのビスマルク塔の標準的なモデルとされた。重量感のある正方形のデザインで、寄付された金額に応じて、高さや幅を変えて建てられた。
ビスマルクに対する個人崇拝の表れとして、ドイツ各地（現在はポーランド、フランス、デンマーク、ロシア領となっている地域を含む）やニューギニア（ガゼル半島）、カメルーン（リンベ近郊）、タンザニアなどのドイツ帝国の植民地にも、様々な様式で建てられた。ビスマルク塔はオーストリア、チェコ、チリ（コンセプシオン）にも建設された。
ビスマルクの塔は全て、1871年にドイツを統一した前首相の功績を記念して、特定の日に頂上で灯火を焚く標識塔として計画されていた。ほとんどの塔に灯火装置が設置されていたが、全国的な標識塔の計画は失敗に終わり、多くの地方自治体が逸脱したデザインを選択した。塔の建築を行った建築家には、塔の基本デザインを行ったヴィルヘルム・クライス自身（58基を建築し、そのうち47基が『神々の黄昏』型デザインだった）のほか、ブルーノ・シュミッツなどがいる。

## 著名なビスマルク塔
- アーヘン（英語版） - 1907年完成
- バートキッシンゲン（英語版） - 1930年
- バレンシュテット（英語版） - 1930/31年
- シュプレー＝ナイセ郡ブルク（英語版） - 1917年完成
- フライブルク・イム・ブライスガウ（英語版） - 1900年完成
- ハノーファー（英語版） - 1904年完成。1935年解体
- ヤヌベク（英語版）（旧 オーバーヨンスドルフ） - 最初のビスマルク塔。1869年完成
- カルシュタット（英語版）
- メス（英語版） - フランス・メス近郊のル・バン＝サン＝マルタンにある。フランス領内に現存する唯一のビスマルク塔。
- ザルツギッター（英語版） - 1900年完成
- シュチェチン（英語版） - 現 ポーランド領内
- フィーアゼン（英語版） - 1901年完成
- ヴィースバーデン（英語版） - 1910年完成。高さ50メートルで、最も高いビスマルク塔だったが、1918年解体。
- ジェロナ・グラ（英語版） - 現 ポーランド領内